# Phyllanthus felicis
Phyllanthus felicis är en emblikaväxtart som beskrevs av Jean F.Brunel. Phyllanthus felicis ingår i släktet Phyllanthus och familjen emblikaväxter.
Artens utbredningsområde är Guinea. Inga underarter finns listade i Catalogue of Life.